# Ammar at-Talibi
Ammar at-Talibi (arabisch عمّار الطالبي, DMG ʿAmmār aṭ-Ṭālibī; * 1934 in Algerien)  ist ein algerischer Hochschullehrer und Politiker. Er ist ein ehemaliges Mitglied des algerischen Parlaments. Er ist Professor für Philosophie an der Universität von Algier und lehrte auch an verschiedenen anderen Universitäten.
Er war einer der 138 Unterzeichner des offenen Briefes Ein gemeinsames Wort zwischen Uns und Euch (engl. A Common Word Between Us & You), den Persönlichkeiten des Islam an „Führer christlicher Kirchen überall“ (engl. "Leaders of Christian Churches, everywhere …") sandten (13. Oktober 2007).
Zu seinen Veröffentlichungen zählen Werke über Ibn Badis, die Theologie der Charidschiten, die Theologie und Philosophie von Abu Bakr ibn Arabi und die Herausgabe des A'azz mā yuṭlab von Ibn Tumart, des Mahdis der Almohaden.